# Sista Afia
Francisca Gawugah (Duncan Williams)  (sinh ngày 7 tháng 1 năm 1993; được biết đến với nghệ danh Sista Afia) là một nghệ sĩ người Anh-Ấn Độ gốc Ghana, alternative rock, nghệ sĩ highlife và nghệ sĩ afrobeat. Cô đã được công nhận sau khi phát hành đĩa đơn "Jeje", có sự tham gia của nghệ sĩ khiêu vũ Shatta Wale và Afezi Perry. Cô phát hành đĩa đơn đầu tay chính thức mang tên "Kro Kro No". Điều này được theo sau bởi các đĩa đơn "YiWani"  và "Kofi".

## Lý lịch
Sista Afia là một nhạc sĩ người Afro-pop, và là cháu gái của Giám mục nổi tiếng người Ghana Nicholas Duncan-Williams. Cô lớn lên ở Accra và Kumasi. Cô đã tham dự Học viện tưởng niệm Reverend John Teye, Afia kobi Ampem GirGirlsand cũng là Tổ hợp giáo dục thiên thần trước khi chuyển đến Anh để tiếp tục điều dưỡng.
Sista Afia trở lại Ghana vào năm 2015 để bắt đầu sự nghiệp âm nhạc của mình. Cô được ca sĩ Ghana, Bisa Kdei chải chuốt. và hợp tác với họ, Kro Kro No, bản phát hành chính thức đầu tiên của cô với tư cách là một nhạc sĩ.

## Buổi hòa nhạc / chương trình
- Hòa nhạc Ghana Gặp gỡ Naija 2017 (Phiên bản Ghana).[14]
- Hòa nhạc Ghana Meets Naija 2017 (Phiên bản Anh).[15]
- Vodafone VIM ra mắt.[16]
- Hòa nhạc Ghana Đáp ứng Naija 2018 (Phiên bản Ghana).[17]
- Buổi hòa nhạc Konnect cuộc sống cao cấp của Bisa Kdei.[18]
- Sista Afia biểu diễn tại Mặc dù và Hội chợ sức khỏe đặc biệt 18.[19]
- Giải thưởng âm nhạc Ghana (Phiên bản Anh).[20]
- Sista Afia biểu diễn tại BHIM Concert.[21]
- Sista Afia đã đóng cửa buổi hòa nhạc Đêm nghệ sĩ Tuần lễ TVUpon Legon Hall.[22]

## Đĩa đơn
| Năm  | Tựa đề | Album  | Tham chiếu |
| ---- | --- | ------ | ---------- |
| 2015 | data-sort-value="" style="background: var(--background-color-interactive, #ececec); color: var(--color-base, inherit); vertical-align: middle; text-align: center; " class="table-na" \| — | [ 23 ] |            |
| 2016 | data-sort-value="" style="background: var(--background-color-interactive, #ececec); color: var(--color-base, inherit); vertical-align: middle; text-align: center; " class="table-na" \| — | [ 24 ] |            |
| 2016 | data-sort-value="" style="background: var(--background-color-interactive, #ececec); color: var(--color-base, inherit); vertical-align: middle; text-align: center; " class="table-na" \| — | [ 25 ] |            |
| 2016 | data-sort-value="" style="background: var(--background-color-interactive, #ececec); color: var(--color-base, inherit); vertical-align: middle; text-align: center; " class="table-na" \| — | [ 26 ] |            |
| 2016 | data-sort-value="" style="background: var(--background-color-interactive, #ececec); color: var(--color-base, inherit); vertical-align: middle; text-align: center; " class="table-na" \| — | [ 27 ] |            |
| 2017 | data-sort-value="" style="background: var(--background-color-interactive, #ececec); color: var(--color-base, inherit); vertical-align: middle; text-align: center; " class="table-na" \| — | [ 28 ] |            |
| 2017 | data-sort-value="" style="background: var(--background-color-interactive, #ececec); color: var(--color-base, inherit); vertical-align: middle; text-align: center; " class="table-na" \| — | [ 29 ] |            |
| 2017 | data-sort-value="" style="background: var(--background-color-interactive, #ececec); color: var(--color-base, inherit); vertical-align: middle; text-align: center; " class="table-na" \| — | [ 30 ] |            |
| 2018 | data-sort-value="" style="background: var(--background-color-interactive, #ececec); color: var(--color-base, inherit); vertical-align: middle; text-align: center; " class="table-na" \| — | [ 31 ] |            |
| 2019 | data-sort-value="" style="background: var(--background-color-interactive, #ececec); color: var(--color-base, inherit); vertical-align: middle; text-align: center; " class="table-na" \| — | [ 32 ] |            |

## Đề cử / Giải thưởng
- 3 giải thưởng âm nhạc 2019 (Nữ người phụ nữ của năm).[33]
- Giải thưởng âm nhạc truyền thông xã hội 2019 (Đạo luật nữ xuất sắc nhất).[34]
- Giải thưởng âm nhạc truyền thông xã hội 2019 (Album của năm).[35]
- 3 giải thưởng âm nhạc 2018 (Nữ diễn viên của năm).[36]
- Giải thưởng Video âm nhạc truyền hình lần thứ 3 năm 2018 (Video Hiplife hay nhất).[37]
- Giải thưởng Video âm nhạc truyền hình lần thứ 3 năm 2018 (Video Highfile nữ xuất sắc nhất).[37]
- Giải thưởng Video âm nhạc truyền hình lần thứ 3 năm 2018 (Video phổ biến nhất).[37]
- Giải thưởng Video âm nhạc truyền hình lần thứ 3 năm 2018 (Video Hiplife hay nhất) CHIẾN Thắng.[38]

## Quay phim
| Năm  | Chức vụ                                                           | Giám đốc | Tham chiếu |        |
| ---- | ----------------------------------------------------------------- | --- | ---------- | ------ |
| 2019 | Conner Conner ft Kelvynboy                                        | Xbillz Ebenezer | Không có   | [ 39 ] |
| 2018 | Phiên bản studio của Sista Afia & Sarkodie                        | | Không có   | [ 40 ] |
| 2018 | Quán quân Atta                                                    | Steve Gyamfi | Không có   | [ 41 ] |
| 2018 | Sista Afia biểu diễn tại Mặc dù và Hội chợ sức khỏe đặc biệt 2018 | Satiango | Không có   | [ 42 ] |
| 2018 | Slay Queen                                                        | Eddie Kumako | Không có   | [ 43 ] |
| 2017 | Pass U                                                            | Yaw Skyface | Không có   | [ 44 ] |
| 2017 | Bokoo ft Medikal                                                  | Hoàng tử Dovlo | Không có   | [ 45 ] |
| 2017 | Jeje hợp tác với Shatta Wale                                      | data-sort-value="" style="background: var(--background-color-interactive, #ececec); color: var(--color-base, inherit); vertical-align: middle; text-align: center; " class="table-na" \| — | [ 46 ]     |        |
| 2016 | Yiwani ft Kofi Kinaata                                            | Hoàng tử Dovlo | Không có   | [ 47 ] |
| 2016 | Bạn đã sẵn sàng chưa                                              | Hoàng tử Dovlo | Không có   | [ 48 ] |
| 2015 | Kro Kro No ft Bisa Kdei                                           | Hoàng tử Dovlo | Không có   | [ 49 ] |